# Liste der Bodendenkmale in Busdorf
In der Liste der Bodendenkmale in Busdorf sind die Bodendenkmale der Gemeinde Busdorf nach dem Stand der Bodendenkmalliste des Archäologischen Landesamts Schleswig-Holstein von 2016 aufgelistet. Die Baudenkmale sind in der Liste der Kulturdenkmale in Busdorf aufgeführt.
| Denkmal-ID           | Befundart           | Bezeichnung                                          | Zeitstellung                 | Lage | Bemerkungen | Bild |
| -------------------- | ------------------- | ---------------------------------------------------- | ---------------------------- | ---- | --- | ---- |
| aKD-ALSH-Nr. 003 711 | Grabmal > Grabhügel | Grabhügel                                            | Vor- und/oder Frühgeschichte |      | |      |
| aKD-ALSH-Nr. 003 712 | Grabmal > Grabhügel | Grabhügel                                            | Vor- und/oder Frühgeschichte |      | |      |
| aKD-ALSH-Nr. 003 713 | Grabmal > Grabhügel | Grabhügel                                            | Vor- und/oder Frühgeschichte |      | |      |
| aKD-ALSH-Nr. 003 714 | Grabmal > Grabhügel | Grabhügel                                            | Vor- und/oder Frühgeschichte |      | |      |
| aKD-ALSH-Nr. 003 715 | Grabmal > Grabhügel | Grabhügel                                            | Vor- und/oder Frühgeschichte |      | |      |
| aKD-ALSH-Nr. 003 716 | Grabmal > Grabhügel | Grabhügel                                            | Vor- und/oder Frühgeschichte |      | |      |
| aKD-ALSH-Nr. 003 717 | Grabmal > Grabhügel | Grabhügel                                            | Vor- und/oder Frühgeschichte |      | |      |
| aKD-ALSH-Nr. 003 718 | Grabmal > Grabhügel | Grabhügel                                            | Vor- und/oder Frühgeschichte |      | |      |
| aKD-ALSH-Nr. 003 719 | Grabmal > Grabhügel | Grabhügel                                            | Vor- und/oder Frühgeschichte |      | |      |
| aKD-ALSH-Nr. 003 720 | Grabmal > Grabhügel | Grabhügel                                            | Vor- und/oder Frühgeschichte |      | |      |
| aKD-ALSH-Nr. 003 721 | Grabmal > Grabhügel | Grabhügel                                            | Vor- und/oder Frühgeschichte |      | |      |
| aKD-ALSH-Nr. 003 722 | Grabmal > Grabhügel | Grabhügel                                            | Vor- und/oder Frühgeschichte |      | |      |
| aKD-ALSH-Nr. 003 723 | Grabmal > Grabhügel | Grabhügel                                            | Vor- und/oder Frühgeschichte |      | |      |
| aKD-ALSH-Nr. 003 724 | Grabmal > Grabhügel | Grabhügel                                            | Vor- und/oder Frühgeschichte |      | |      |
| aKD-ALSH-Nr. 003 725 | Grabmal > Grabhügel | Grabhügel                                            | Vor- und/oder Frühgeschichte |      | |      |
| aKD-ALSH-Nr. 003 726 | Grabmal > Grabhügel | Grabhügel                                            | Vor- und/oder Frühgeschichte |      | |      |
| aKD-ALSH-Nr. 003 727 | Grabmal > Grabhügel | Grabhügel                                            | Vor- und/oder Frühgeschichte |      | |      |
| aKD-ALSH-Nr. 003 728 | Grabmal > Grabhügel | Grabhügel                                            | Vor- und/oder Frühgeschichte |      | |      |
| aKD-ALSH-Nr. 003 729 | Grabmal > Grabhügel | Grabhügel                                            | Vor- und/oder Frühgeschichte |      | |      |
| aKD-ALSH-Nr. 003 730 | Grabmal > Grabhügel | Grabhügel                                            | Vor- und/oder Frühgeschichte |      | |      |
| aKD-ALSH-Nr. 003 731 | Grabmal > Grabhügel | Grabhügel                                            | Vor- und/oder Frühgeschichte |      | |      |
| aKD-ALSH-Nr. 003 732 | Grabmal > Grabhügel | Grabhügel                                            | Vor- und/oder Frühgeschichte |      | |      |
| aKD-ALSH-Nr. 003 733 | Grabmal > Grabhügel | Grabhügel                                            | Vor- und/oder Frühgeschichte |      | |      |
| aKD-ALSH-Nr. 003 734 | Grabmal > Grabhügel | Grabhügel                                            | Vor- und/oder Frühgeschichte |      | |      |
| aKD-ALSH-Nr. 003 735 | Grabmal > Grabhügel | Grabhügel                                            | Vor- und/oder Frühgeschichte |      | |      |
| aKD-ALSH-Nr. 003 736 | Grabmal > Grabhügel | Grabhügel                                            | Vor- und/oder Frühgeschichte |      | |      |
| aKD-ALSH-Nr. 003 737 | Grabmal > Grabhügel | Grabhügel                                            | Vor- und/oder Frühgeschichte |      | |      |
| aKD-ALSH-Nr. 003 738 | Grabmal > Grabhügel | Grabhügel                                            | Vor- und/oder Frühgeschichte |      | |      |
| aKD-ALSH-Nr. 003 739 | Grabmal > Grabhügel | Grabhügel                                            | Vor- und/oder Frühgeschichte |      | |      |
| aKD-ALSH-Nr. 003 740 | Grabmal > Grabhügel | Grabhügel                                            | Vor- und/oder Frühgeschichte |      | |      |
| aKD-ALSH-Nr. 003 741 | Grabmal > Grabhügel | Grabhügel                                            | Vor- und/oder Frühgeschichte |      | |      |
| aKD-ALSH-Nr. 003 742 | Grabmal > Grabhügel | Grabhügel                                            | Vor- und/oder Frühgeschichte |      | |      |
| aKD-ALSH-Nr. 003 743 | Grabmal > Grabhügel | Grabhügel                                            | Vor- und/oder Frühgeschichte |      | |      |
| aKD-ALSH-Nr. 003 744 | Grabmal > Grabhügel | Grabhügel                                            | Vor- und/oder Frühgeschichte |      | |      |
| aKD-ALSH-Nr. 003 745 | Grabmal > Grabhügel | Grabhügel                                            | Vor- und/oder Frühgeschichte |      | |      |
| aKD-ALSH-Nr. 003 746 | Grabmal > Grabhügel | Grabhügel                                            | Vor- und/oder Frühgeschichte |      | |      |
| aKD-ALSH-Nr. 003 747 | Grabmal > Grabhügel | Grabhügel                                            | Vor- und/oder Frühgeschichte |      | |      |
| aKD-ALSH-Nr. 003 748 | Grabmal > Grabhügel | Grabhügel                                            | Vor- und/oder Frühgeschichte |      | |      |
| aKD-ALSH-Nr. 003 749 | Grabmal > Grabhügel | Grabhügel                                            | Vor- und/oder Frühgeschichte |      | |      |
| aKD-ALSH-Nr. 003 750 | Grabmal > Grabhügel | Grabhügel                                            | Vor- und/oder Frühgeschichte |      | |      |
| aKD-ALSH-Nr. 003 751 | Grabmal > Grabhügel | Grabhügel                                            | Vor- und/oder Frühgeschichte |      | |      |
| aKD-ALSH-Nr. 003 752 | Grabmal > Grabhügel | Grabhügel                                            | Vor- und/oder Frühgeschichte |      | |      |
| aKD-ALSH-Nr. 003 753 | Grabmal > Grabhügel | Grabhügel                                            | Vor- und/oder Frühgeschichte |      | |      |
| aKD-ALSH-Nr. 003 754 | Grabmal > Grabhügel | Grabhügel                                            | Vor- und/oder Frühgeschichte |      | |      |
| aKD-ALSH-Nr. 003 755 | Grabmal > Grabhügel | Grabhügel                                            | Vor- und/oder Frühgeschichte |      | |      |
| aKD-ALSH-Nr. 003 756 | Grabmal > Grabhügel | Grabhügel                                            | Vor- und/oder Frühgeschichte |      | |      |
| aKD-ALSH-Nr. 003 757 | Grabmal > Grabhügel | Grabhügel                                            | Vor- und/oder Frühgeschichte |      | |      |
| aKD-ALSH-Nr. 003 758 | Grabmal > Grabhügel | Grabhügel                                            | Vor- und/oder Frühgeschichte |      | |      |
| aKD-ALSH-Nr. 003 759 | Grabmal > Grabhügel | Grabhügel                                            | Vor- und/oder Frühgeschichte |      | |      |
| aKD-ALSH-Nr. 003 760 | Grabmal > Grabhügel | Grabhügel                                            | Vor- und/oder Frühgeschichte |      | |      |
| aKD-ALSH-Nr. 003 761 | Grabmal > Grabhügel | Grabhügel                                            | Vor- und/oder Frühgeschichte |      | |      |
| aKD-ALSH-Nr. 003 762 | Komplexe Fundstelle | Komplexe Fundstelle „Haithabu“                       | Frühmittelalter              |      | Komplex aus Danewerk mit Krummwall, Hauptwall, Nordwall und Verbindungswall sowie Haithabu mit Halbkreiswall, Hafen, Hochburg, Südsiedlung und Südgräberfeld |      |
| aKD-ALSH-Nr. 003 762 | Komplexe Fundstelle | Komplexe Fundstelle „Nordsiedlung“                   | Frühmittelalter              |      | Komplex aus Danewerk mit Krummwall, Hauptwall, Nordwall und Verbindungswall sowie Haithabu mit Halbkreiswall, Hafen, Hochburg, Südsiedlung und Südgräberfeld |      |
| aKD-ALSH-Nr. 003 762 | Komplexe Fundstelle | Komplexe Fundstelle „Hochburg“                       | Frühmittelalter              |      | Komplex aus Danewerk mit Krummwall, Hauptwall, Nordwall und Verbindungswall sowie Haithabu mit Halbkreiswall, Hafen, Hochburg, Südsiedlung und Südgräberfeld |      |
| aKD-ALSH-Nr. 003 762 | Befestigung > Wall  | Landwehr/Wall/Schanze/Panzergraben „Verbindungswall“ | Frühmittelalter              |      | Komplex aus Danewerk mit Krummwall, Hauptwall, Nordwall und Verbindungswall sowie Haithabu mit Halbkreiswall, Hafen, Hochburg, Südsiedlung und Südgräberfeld |      |
| aKD-ALSH-Nr. 003 762 | Befestigung > Wall  | Landwehr/Wall/Schanze/Panzergraben „Halbkreiswall“   | Frühmittelalter              |      | Komplex aus Danewerk mit Krummwall, Hauptwall, Nordwall und Verbindungswall sowie Haithabu mit Halbkreiswall, Hafen, Hochburg, Südsiedlung und Südgräberfeld |      |